# Sofia Helin
Sofia Margareta Götschenhjelm Helin (ur. 25 kwietnia 1972 w Hovsta w gminie Örebro) – szwedzka aktorka.

## Życiorys
Urodziła się w miejscowości Hovsta w gminie Örebro, ale dorastała w Linghem na przedmieściach Linköping. Jej ojciec był handlowcem, a matka – pielęgniarką szkolną. Kiedy miała zaledwie dziesięć dni, w wypadku samochodowym zginął jej sześcioletni, najstarszy brat, co miało wpływ na jej późniejsze życie, a także przyczyniło się do rozwodu rodziców. Po ich rozstaniu – miała wówczas cztery lata – zamieszkała z matką i o trzy lata starszym bratem.
W szkole średniej pisywała na potrzeby klasy scenki teatralne i krótkie sztuki. Zanim zdecydowała się zostać aktorką, ukończyła studia filozoficzne na Uniwersytecie w Lund. W latach 1994–1996 uczęszczała do Szkoły Teatralnej Callego Flygare (Calle Flygare Teaterskola). Podczas ostatniego roku nauki, jadąc na rowerze, uległa dotkliwemu wypadkowi, którego pozostałością jest jej charakterystyczna szrama w dolnej części twarzy. W 1997 podjęła studia w sztokholmskiej Akademii Teatralnej (Teaterhögskolan i Stockholm), którą ukończyła w 2001.
Zawodową karierę aktorską rozpoczęła w 1996, otrzymując angaż do serialu Rederiet. Swoją pierwszą rolę główną zagrała w filmie kryminalnym Poszukiwani, zrealizowanym w 2003. Rok później, również w roli głównej, wystąpiła w filmie obyczajowym Opowieści z Dalarny. Za tę kreację została nominowana do Nagrody Złotego Żuka. Sławę międzynarodową przyniósł jej serial Most nad Sundem, w którym zagrała rolę Sagi Norén, detektywa wydziału kryminalnego policji w Malmö. Partnerowali jej Kim Bodnia (pierwsze dwa sezony) i Thure Lindhardt.

### Życie prywatne
Jest żoną Daniela Götschenhjelma, duchownego Kościoła Szwecji i byłego aktora, którego poznała jeszcze w szkole teatralnej. Ma z nim dwoje dzieci: syna – Ossiana (ur. 2004) i córkę – Nike (ur. 2010). Wraz z rodziną mieszka w Sztokholmie.

## Filmografia
- Rederiet (1996) jako Minna – serial
- Anna Holt (1996) jako narkomanka – serial
- OP7 (1998) – serial
- Aspiranterna (1998) jako Anna-Karin Wahlström – serial
- Beck – Sista vittnet (2001) jako Sofija – serial
- Tusenbröder (2002–2003) jako Anna – serial
- Poszukiwani (Rånarna, 2003) jako Klara
- Cztery odcienie brązu (Fyra nyanser av brunt, 2004) jako Jenny
- Opowieści z Dalarny (Masjävlar, 2004) jako Mia
- Pappas lilla tjockis (2005) jako Jenny
- Blodsbröder (2005) jako Malena
- Sökarna – Återkomsten (2006)
- Nina Frisk (2007) jako Nina Frisk
- Leende guldbruna ögon (2007) jako szefowa wytwórni – miniserial
- Templariusze: Miłość i krew (Arn – Tempelriddaren, 2007) jako Cecilia Algotsdotter
- Arn: Królestwo na końcu drogi (Arn – Riket vid vägens slut, 2008) jako Cecilia Algotsdotter
- Dobre rady (Goda råd, 2008) jako Hanna – film krótkometrażowy
- Metropia (2009) jako Anna (głos) – film animowany
- Templariusze (Arn, 2010) jako Cecilia Algotsdotter – miniserial
- Åsa-Nisse – wälkom to Knohult (2011) jako Britta
- Svaleskär (2011) jako Anna – serial
- Most nad Sundem (Broen/Bron, 2011–2018) jako Saga Norén – serial
- Gåten Ragnarok (2013) jako Elisabeth
- The Same Sky (2017) jako Lauren – serial
- That Good Night (2017) jako Anna
- The Snowman (2017) jako Sarah Kvensland
- Mystery Road (2020, sezon 2) – serial